# Mélanie Bauer
Pour les articles homonymes, voir Bauer.
Mélanie Bauer (née en 1970) est une animatrice de radio et de télévision française, spécialiste de musique et notamment de rock.

## Biographie
En même temps que ses études à l'École française des attachés de presse (1990-1991) et au Studio école de France (1991-1993), Mélanie Bauer travaille dans les studios de Fréquence Gaie (future Radio FG), alors qu'elle n'a encore que 19 ans.
En 1992, elle rejoint Oui FM, et y anime l'émission Ketchup & Marmelade pendant 10 ans. En même temps, à partir de 1993 et pendant 6 ans, elle travaille à M6 pour les émissions Fanzine, Plus vite que la musique (avec Christophe Crénel) et Fan de (avec Séverine Ferrer). En 2002, elle enchaîne avec FIP, puis France 4 (2004-2005) avec En direct de…, une émission sur les festivals.
En 2004, elle arrive sur Radio Nova. À partir de 2006, elle y anime l'émission musicale L'Éléphant effervescent, magazine culturel quotidien diffusée en fin d'après-midi. L'émission disparaît de la grille de Nova en 2012, et réapparaît – toujours sous sa houlette – de manière épisodique à la télévision, sur la chaîne Demain TV. Entre-temps, elle reste toutefois sur Nova où elle prend les commandes de La French Pop, émission sur la musique française qu'elle anime en anglais. En septembre 2014, toujours sur Nova, elle coanime la matinale La Nouvelle Internationale avec Thierry Paret.
À partir de 2015, elle collabore avec France Inter, d'abord en tant que productrice d'une émission d'été, C'est extra, puis comme chroniqueuse régulière dans l'émission Si tu écoutes, j'annule tout à partir de septembre, activité qu'elle continue dans Par Jupiter ! lors du changement de nom de l'émission en 2017. En 2016, elle produit l'émission musicale Back To Back. En 2017, elle anime certains Concerts d'Inter.
À la télévision, on l'a aussi vue sur Canal Jimmy, MCE, MCM et MTV. En presse, elle a fait quelques piges pour le magazine L'Œil en 2012.
Elle compose également des chansons. Elle a été aussi chanteuse et guitariste au sein d'un groupe nommé Grumpy, mais elle estime ne pas avoir le talent nécessaire pour être musicienne.
En 2013, elle résume son parcours de la manière suivante: « journaliste, animatrice de radio, fumiste de télé, chanteuse minable et fille sympathique de gauche ». Sur son compte Twitter, elle se présente comme « mère ».